# میلاگروس اوتازی
میلاگروس اوتازی (انگلیسی: Milagros Otazú؛ زادهٔ ۳۱ مهٔ ۲۰۰۱) بازیکن فوتبال اهل آرژانتین است.
از باشگاه‌هایی که در آن بازی کرده‌است می‌توان به باشگاه فوتبال راسینگ کلوب آویاندا اشاره کرد.
وی همچنین در تیم ملی فوتبال زنان آرژانتین بازی کرده‌است.